# Brigitte Kraus
 Brigitte Kraus (née le 12 août 1956 à Bensberg) est une ancienne athlète représentant l'Allemagne de l'Ouest, spécialiste du demi-fond. 

## Palmarès

### Championnats du monde d'athlétisme
- Championnats du monde d'athlétisme 1983 à Helsinki,  Finlande
  -  Médaille d'argent sur 3000 m

### Championnats d'Europe d'athlétisme en salle
- Championnats d'Europe d'athlétisme en salle 1976 à Munich,  Allemagne de l'Ouest
  -  Médaille d'or sur 1500 m
- Championnats d'Europe d'athlétisme en salle 1978 à Milan,  Italie
  -  Médaille de bronze sur 1500 m
- Championnats d'Europe d'athlétisme en salle 1982 à Milan,  Italie
  -  Médaille d'argent sur 1500 m
- Championnats d'Europe d'athlétisme en salle 1983 à Budapest,  Hongrie
  -  Médaille d'or sur 1500 m
- Championnats d'Europe d'athlétisme en salle 1984 à Göteborg,  Suède
  -  Médaille d'or sur 3000 m
- Championnats d'Europe d'athlétisme en salle 1985 à Athènes,  Grèce
  -  Médaille de bronze sur 1500 m
- Championnats d'Europe d'athlétisme en salle 1987 à Liévin,  France
  -  Médaille de bronze sur 3000 m
- Championnats d'Europe d'athlétisme en salle 1988 à Budapest,  Hongrie
  -  Médaille de bronze sur 1500 m